# Catocala fischeri
Catocala fischeri là một loài bướm đêm trong họ Erebidae.